# Rue Freycinet
La rue Freycinet est une voie du 16e arrondissement de Paris, en France.

## Situation et accès

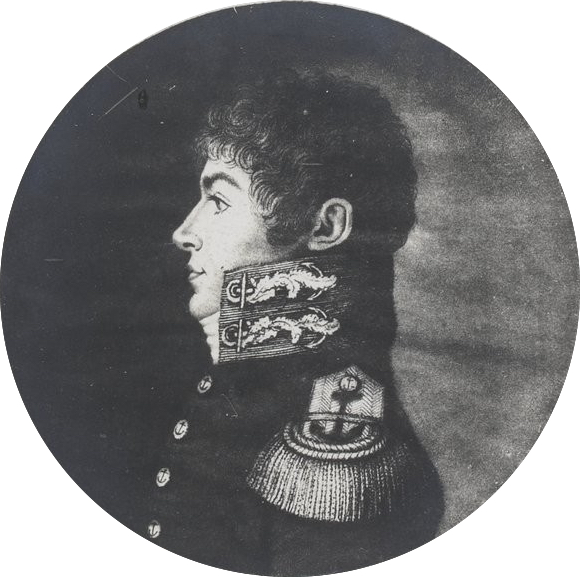
Louis Claude de Saulces de Freycinet.

Longue de 320 mètres, elle commence au 10, avenue du Président-Wilson et se termine au 46, avenue d’Iéna. 
Elle se situe à peu près à égale distance des stations Iéna et Alma-Marceau, où circulent les trains de la 9.

## Origine du nom
Elle est nommée en l'honneur du navigateur français Louis Claude de Saulces de Freycinet (1779-1842).

## Historique
Cette voie est créée, entre la rue Pierre-Charron et l'avenue du Trocadéro par un décret du 17 septembre 1864 ; elle prend sa dénomination actuelle par un décret du 2 mars 1867.
Elle est prolongée jusqu'à l'avenue d'Iéna, sur des terrains provenant des réservoirs de Chaillot, par un décret du 9 août 1883.

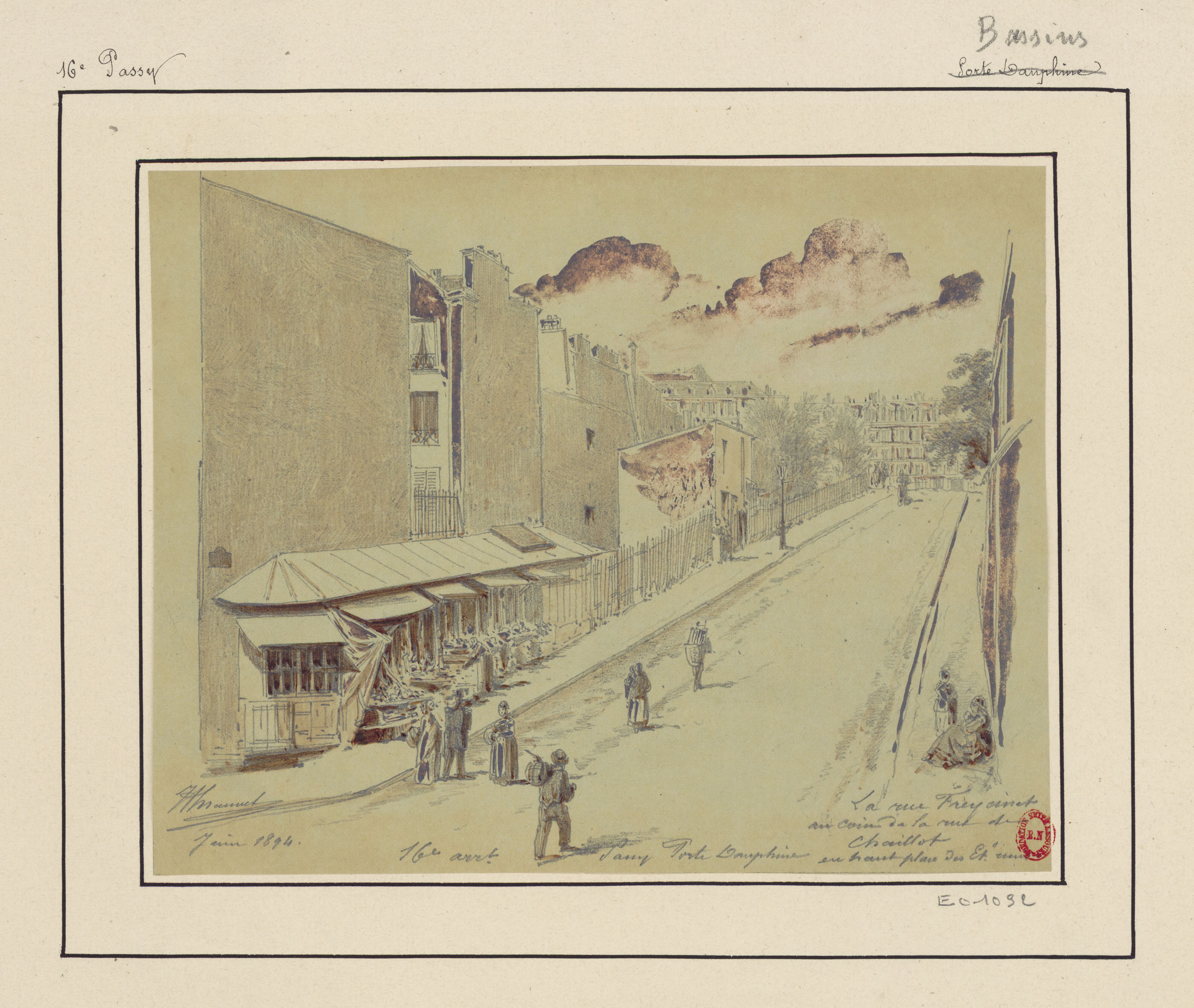
Vue de la rue depuis la rue de Chaillot en 1894, avec en haut la place des États-Unis (dessin de Jules-Adolphe Chauvet).
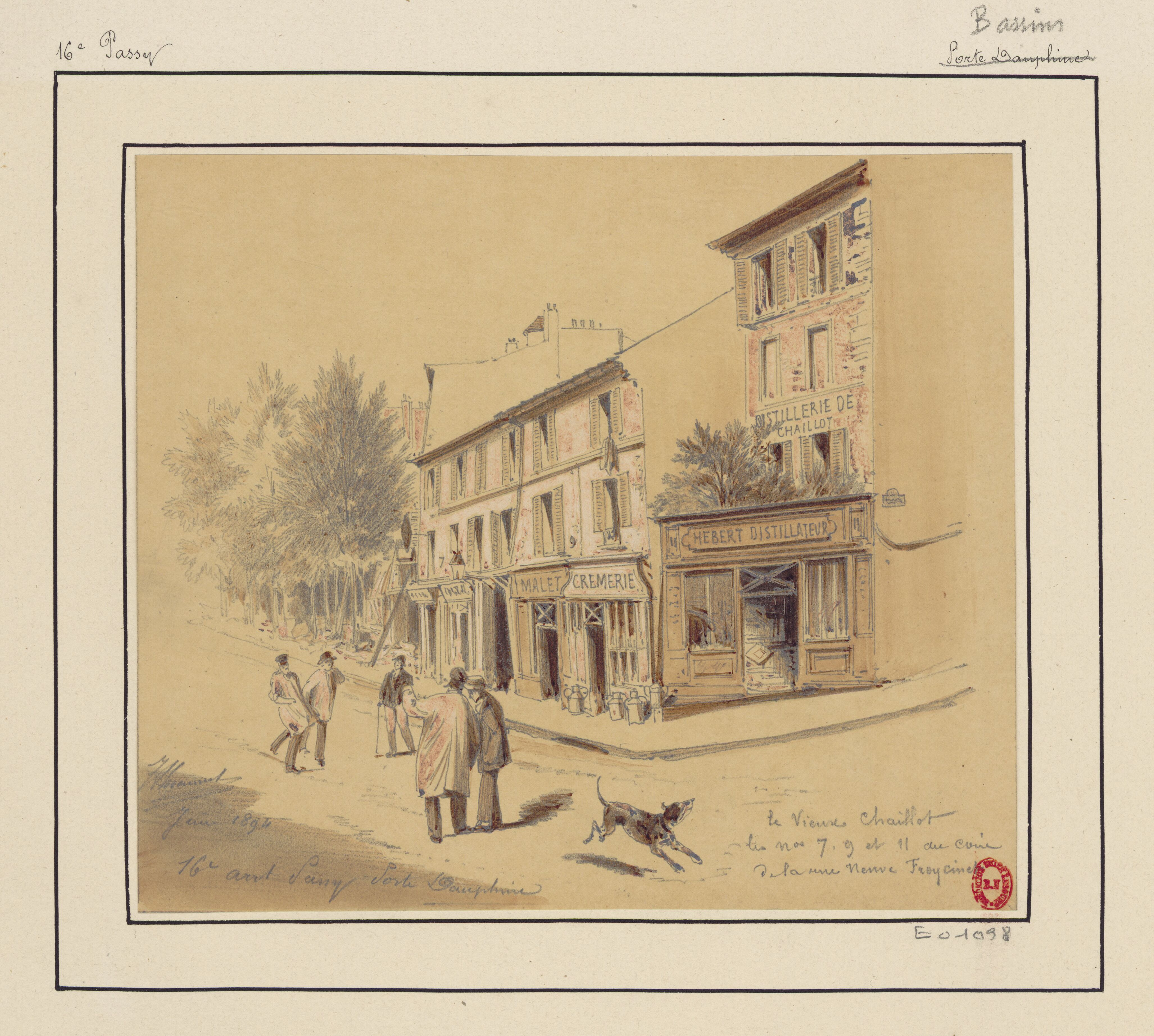
Vue du coin de la rue de Chaillot et de la rue Neuve-Freycinet en 1894 (dessin de Jules-Adolphe Chauvet).

## Bâtiments remarquables et lieux de mémoire
- No 2 : nonciature apostolique en France.
- No 3 : siège de CBS Disques France de 1967 à 1978. Ambassade du Kenya en France.
- No 20 : immeuble de 1913 construit par l’architecte P. Girardot[3].
- No 24 : atelier de teinturerie à enseigne Le teinturier de l’ameublement depuis 1937.
- Place Rochambeau.

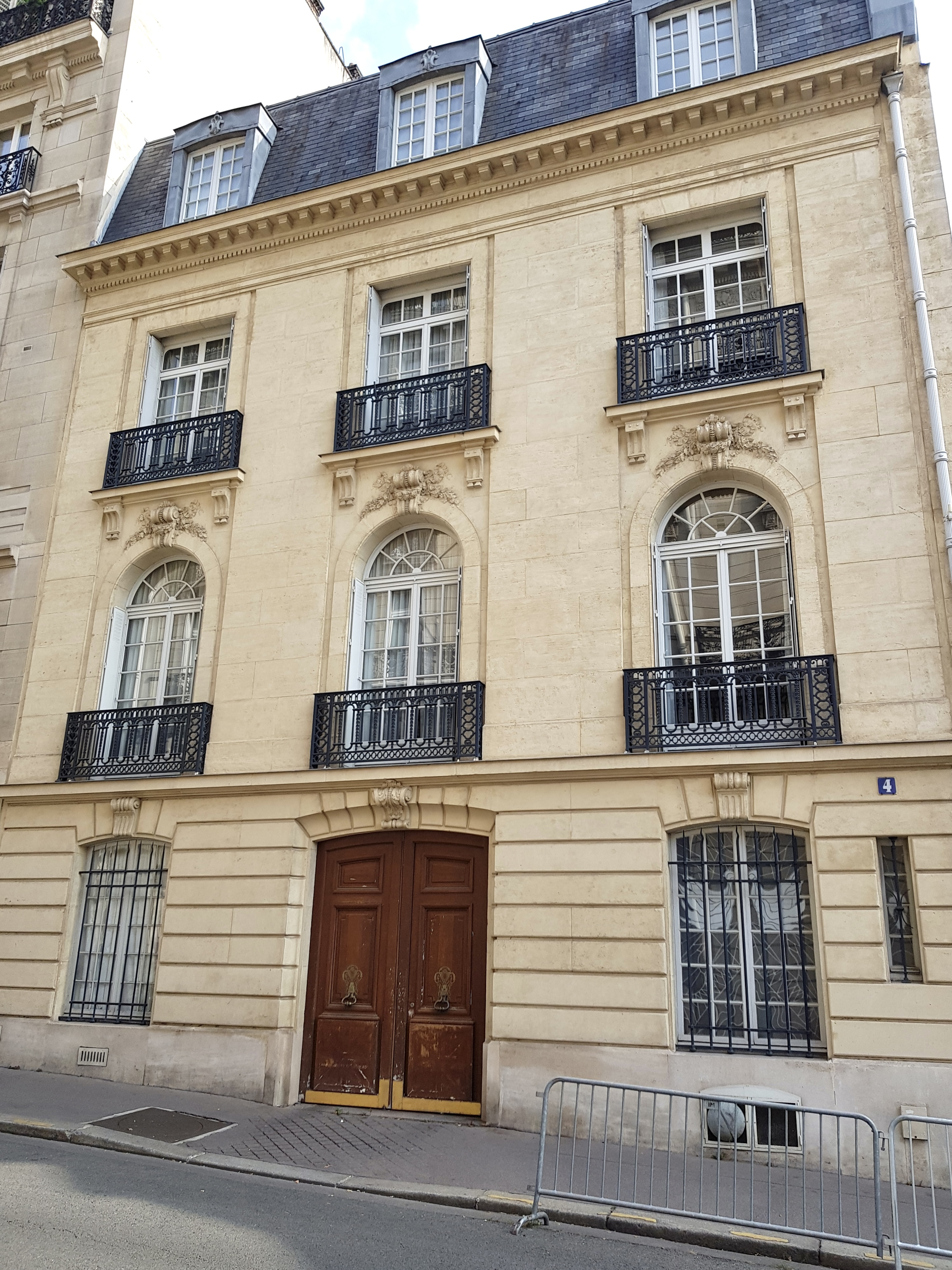
No 4.
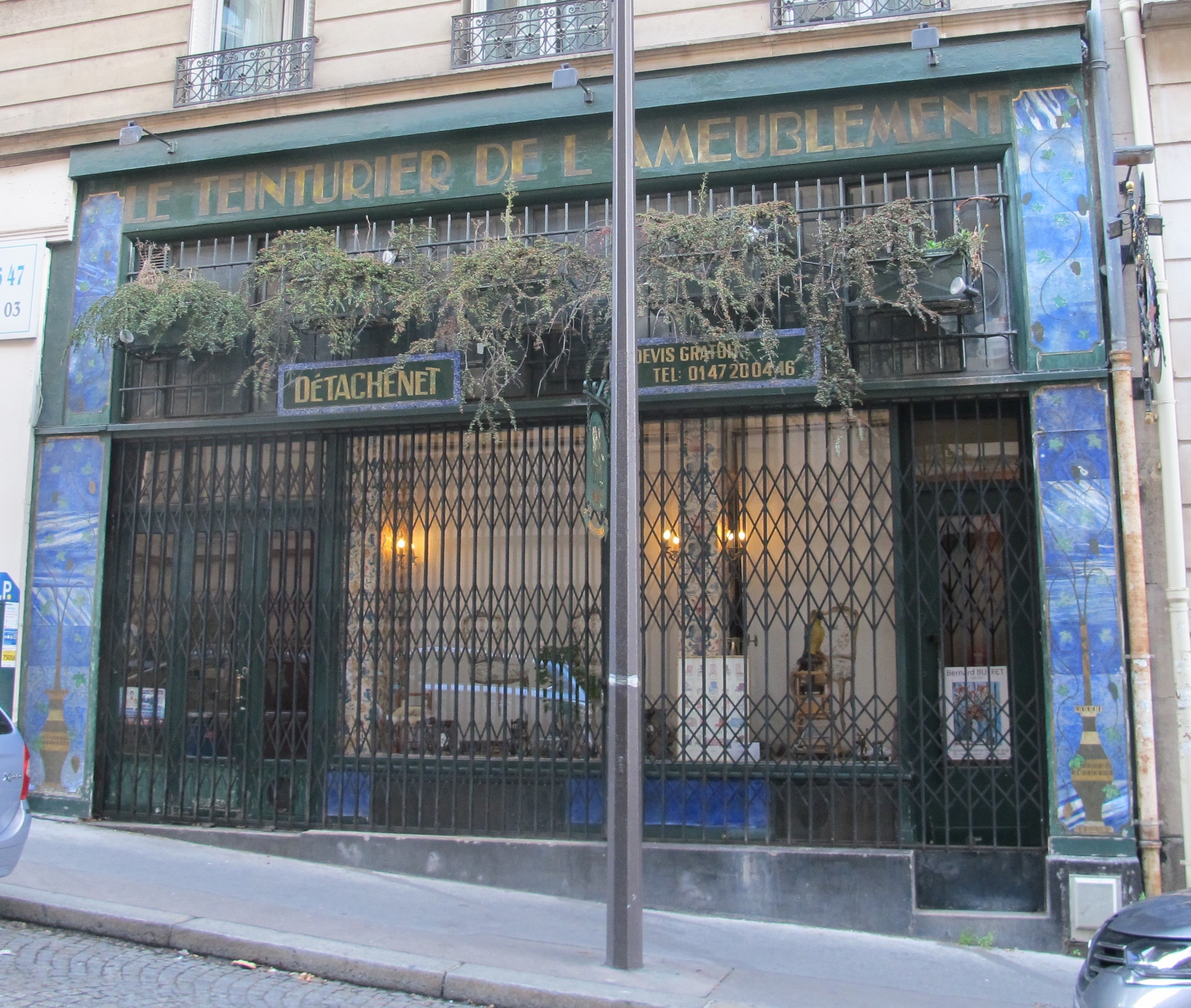
No 24.